# Cryptocephalus leucomelas
Cryptocephalus leucomelas är en skalbaggsart som beskrevs av Christian Wilhelm Ludwig Eduard Suffrian 1852. Cryptocephalus leucomelas ingår i släktet Cryptocephalus och familjen bladbaggar.

## Underarter
Arten delas in i följande underarter:
- C. l. leucomelas
- C. l. trisignatus
- C. l. vitticollis